# Lissotriton helveticus punctillatus
El  tritón palmeado moteado (Lissotriton helveticus punctillatus antes Triturus helveticus punctillatus), es una subespecie de tritón palmeado (L.helveticus). Es un anfibio urodelo de unos 7 cm de longitud de la familia Salamandridae. Su única población conocida se encuentra a 1800 m s. n. m en el entorno del Pozo Negro,una laguna de origen glaciar ubicada en la cara norte del Pico Otero en el macizo de la Demanda, término municipal de Fresneda de la Sierra Tirón, provincia de Burgos (España).  

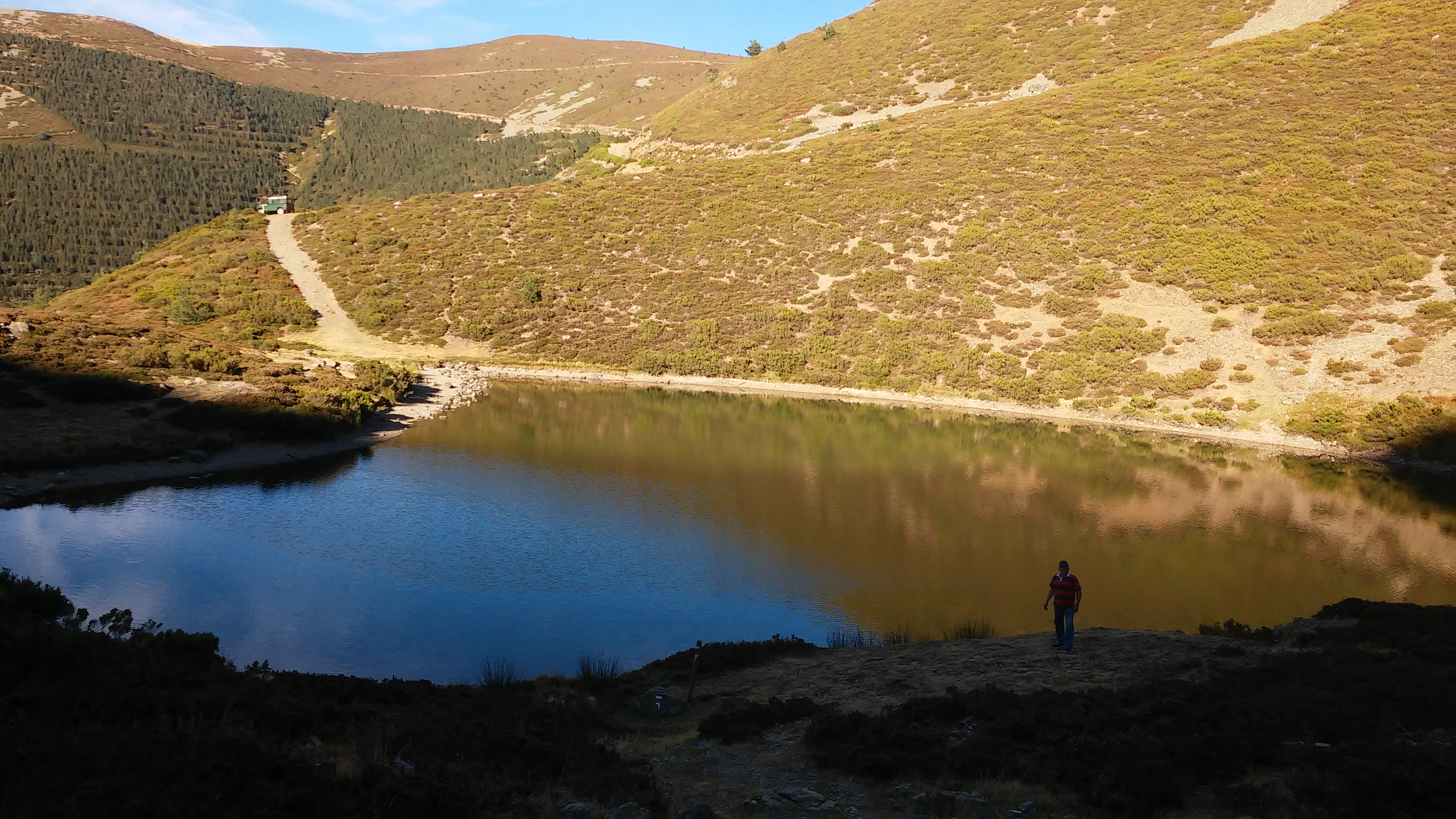
El Pozo Negro, su único hábitat

Su validez taxonómica se encuentra discutida.
Se distingue del resto de poblaciones de tritón palmeado por presentar numerosos puntos pequeños y oscuros repartidos por el cuerpo y por poseer un tamaño relativamente grande (66,5 mm los machos y 87,5 mm las hembras).
Según el censo que hizo Schmidtler, en 1970 había una población total de 30 individuos de los cuales 15 eran machos y 15 hembras. Si bien las posteriores introducciones de peces salmonidos y ciprinidos pusieron en peligro a la ya escasa población, los últimos estudios mostraron una cierta recuperación. Actualmente se carecen de datos suficientes para hacer una evaluación fehaciente del estado de su población.